# Olympijský park na Letné

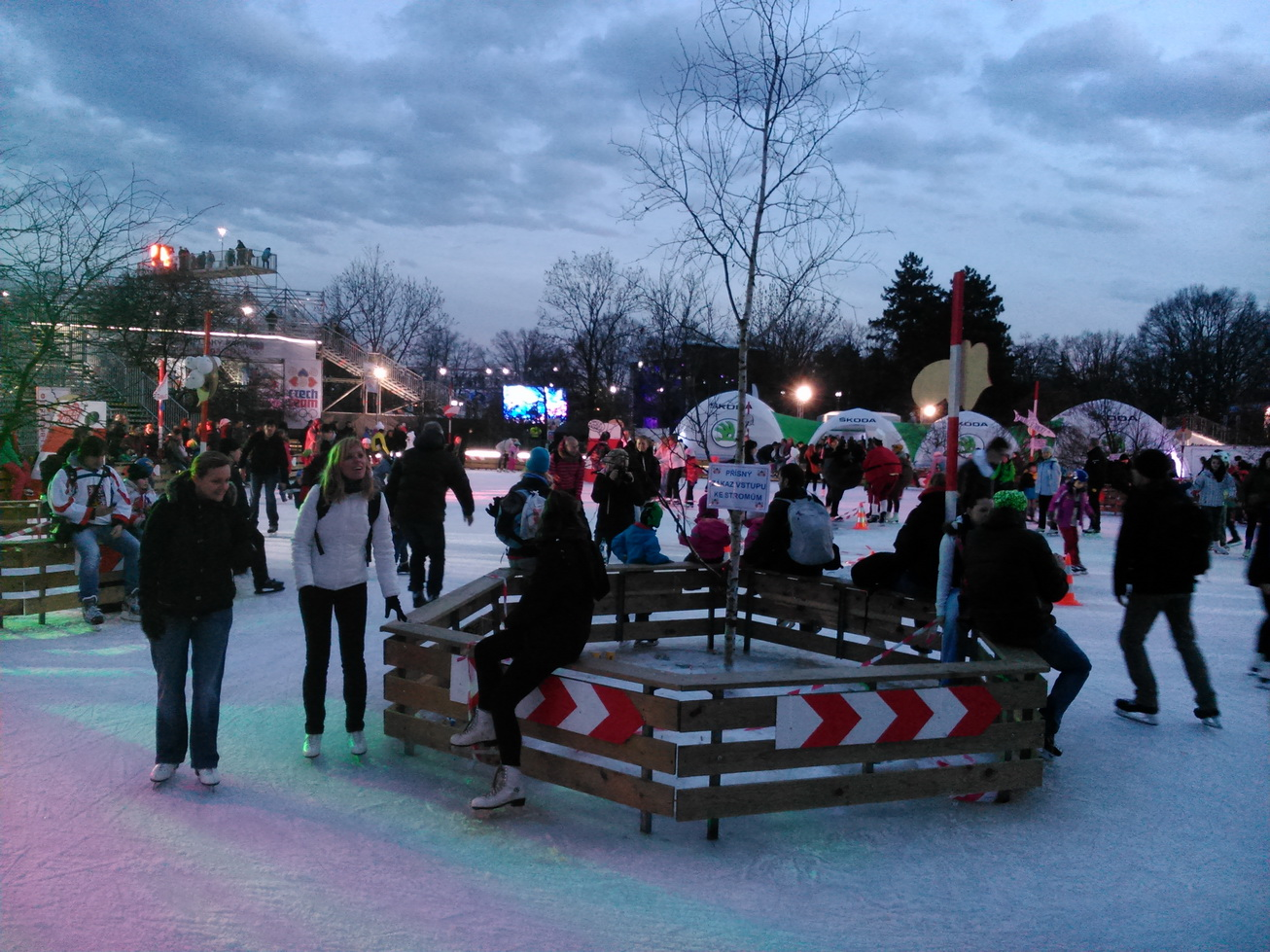
Bruslařská plocha v Olympijském parku

Olympijský park Soči – Letná 2014 byl sportovní areál vybudovaný Českým olympijským výborem na Letné v Praze pro veřejnost na podporu 22. zimních olympijských her v Soči. Jeho provoz byl slavnostně zahájen den před zahájením olympiády, 6. února 2014, a ukončen stejně jako Olympiáda 23. února. Pro zájemce zde byla možnost vyzkoušet si většinu olympijských zimních sportů a sledovat přenosy z Olympiády na velkoplošných obrazovkách. Pro enormní zájem návštěvníků byli organizátoři nuceni některé dny regulovat vstup do parku.

## Slavnostní otevření
Slavnostního otevření se zúčastnili olympijští vítězi Dominik Hašek, Aleš Valenta a Kateřina Neumannová. Zahájili ho svým vystoupením bubeníci a roztleskávačky, českou hymnu zazpíval dětský sbor. Už odpoledne děti sportovaly v rámci různých aktivit na hokejových hřištích a biatlonové střelnici. Ledovým korytem projela přehlídka vlajkonošů s vlajkami na Olympiádě zúčastněných států. Součástí večera byl ohňostroj a koncert skupiny Portless. Park se stal pro sportovní fanoušky velkým lákadlem a jen první den přišlo přes 9.000 lidí.

## Sportovní aktivity
Součástí parku otevřeného od 7. února do 23. února denně od 9:00 do 22:00 byl tzv. Ledový ráj o rozloze 6500 metrů² – sportoviště pro bruslení a pro krasobruslení, běžkařský okruh s laserovou biatlonovou střelnicí, curlingová plocha, dvě hokejová hřiště, snowpark na snowboarding a zasněžený kopec pro děti na bobování. Z olympijských sportů chybělo jen akrobatické a alpské lyžování. Největší zájem byl o vyzkoušení si curlingu. Pro děti i dospělé zde probíhaly soutěže a krasobruslařská vystoupení. Všech 6,5 tisíce m² zaledněných ploch mělo technologii umožňující neroztátí plochy až do 14 °C.
Za poplatek si bylo možné vypůjčit sportovní vybavení a hřiště bylo možné rezervovat v online rezervačním systému.

## Bezpečnost
Na bezpečnost dohlíželo až 30 strážníků městské policie a další její pracovníci, jako psovodi, jízdní skupina nebo okrskáři. U stanic metra Hradčanská a Vltavská byl posílen dohled.

## Náklady
Park postavil Český olympijský výbor. Náklady na vybudování parku se předpokládaly 66 milionů Kč, z nichž větší část pocházela od sponzorů a menší od ministerstev. V areálu se platilo vstupné 50 Kč na den a děti do 15 let měly vstup zdarma. Pořadatelé počítali s celkovou návštěvností v řádu desítek tisíc lidí.
| Sponzor                         | Částka      | procent |
| ------------------------------- | ----------- | ------- |
| soukromí sponzoři a partneři    | 47,8 mil Kč | 72,4%   |
| Ministerstvo školství           | 15 mil. Kč  | 22,73%  |
| Ministerstvo průmyslu a obchodu | 3,2 mil. Kč | 4,85%   |
| ČOV celkem                      | 66 mil. Kč  | 100%    |

## Kritika
Proti parku večer 6. února 2014 protestovalo asi půl hodiny několik desítek lidí v kostýmech klaunů a s balonky s nápisem 80 mega v háji. 80 milionů Kč byly původní odhady na náklady akce. Vadí jim, že akce podporuje konání olympiády v zemi, kde jsou podle nich porušována lidská práva, a že stát investuje vysoké prostředky do projektu, který bude existovat pouhých 17 dní, namísto podpory klasických sportovišť, která vydrží léta. Protest uspořádal Ondřej Mirovský, zastupitel Prahy 7 za Stranu zelených. Podle něj je navíc areál postaven bez stavebního povolení. Podle stavebního úřadu Prahy 7 není stavební povolení pro dočasnou stavbu potřeba. Forma protestu s kostýmy klaunů tak přirovnává park jako dočasnou stavbu k cirkusu. Při kontrole z 6. února nebylo shledáno žádné pochybení.